# Julien Dumora
Julien Dumora (Francia, 24 de marzo de 1988) es un jugador profesional francés de rugby que se desempeña en la posición de fullback en Castres Olympique, equipo perteneciente a la liga Top 14.

## Carrera
Dumora es un jugador de formación francesa (JIFF). Comenzó su carrera deportiva con el equipo Section Paloise, en el cual jugó cinco temporadas (2006-2011), después pasó a Rugby Club Toulonnais (2011-2012), luego a Lyon Olympique (2012-2014), posteriormente a Castres Olympique, donde lleva jugando diez temporadas.